# Денав
38°51′07″ пн. ш. 65°28′29″ сх. д. / 38.851944444444° пн. ш. 65.474722222222° сх. д.
Денав (узб. Denov, Денов) — міське селище в Узбекистані, в Касбинському районі Кашкадар'їнської області.
Населення 4,1 тис. мешканців (1986)
Статус міського селища з 2009 року.